# Bitteswell with Bittesby
Bitteswell with Bittesby är en civil parish i Harborough i Leicestershire i England.
Den består av orten Bitteswell och den övergivna byn Bittesby samt omgivande landsbygd.